# Raphael Fernandes
Raphael Fernandes (São Paulo, 19 de dezembro de 1983) é um editor e roteirista de histórias em quadrinhos brasileiro.

## Biografia
Criado na periferia de São Matheus, São Paulo,, Fernandes se graduou em História pela USP e tentou a carreira de professor na rede pública de ensino, antes de desistir e começar a trabalhar como editor de quadrinhos, cuidando do material estrangeiro da revista MAD. Logo após a saída do antigo editor de longa data Ota (editor de 1974 a outubro de 2008), assumiu o cargo de editor na MAD Nº8 (Panini). Fernandes foi editor da antologia Imaginários em Quadrinhos da Editora Draco.
Como roteirista, publicou a minissérie independente Ditadura no Ar, desenhada por Rafael “Abel” Vasconcellos, que lhe rendeu em 2013 um Troféu HQ Mix na categoria "Novo Talento Roteirista". Também roteirizou Ida e Volta, HQ contendo as histórias "Uma Viagem Ao Paraíso", desenhada por Doug Lira e Rafa Louzada; e "O Tempo Não Espera", desenhada por Pedro Henrique. Em 2013, em parceria com a Editora Draco, lançou um projeto de financiamento coletivo no site Catarse.me, a graphic novel Apagão – Cidade Sem Lei/Luz, desenhada por Camaleão, com quem trabalhou também em Imaginários em Quadrinhos e na revista MAD.
Apesar de ser mais conhecido pelos seus trabalhos com histórias em quadrinhos, Raphael também mantém o site Contraversão, além de colaborar com diversos blogs, e atuar como redator e especialista em mídias sociais.

## Prêmios
- 2013: Ganhou o Troféu HQ Mix - Novo talento por seu trabalho como roteirista.
- 2016: A coletânea O Rei Amarelo em Quadrinhos, editada por ele, ganhou o Troféu HQ Mix - Publicação mix.
- 2017: A coletânea O Despertar de Cthulhu, editada por ele, ganhou o Troféu HQ Mix - Publicação mix.